# Civilization VII
 (mars 2025).
Sid Meier's Civilization VII est un jeu vidéo de stratégie au tour par tour de type 4X et le septième opus de la série Civilization, développé par Firaxis Games et édité par 2K Games. Le jeu a été annoncé le 7 juin 2024 lors du Summer Game Fest, et le gameplay a été dévoilé le 20 août de cette même année.
Il est sorti le 11 février 2025, et le 6 février 2025 pour les personnes ayant pré-commandé le jeu.

## Liste des civilisations et dirigeants
Les civilisations et les dirigeants dans Civilization VII sont indépendants l'un de l'autre. Par exemple, le joueur peut prendre Napoléon et diriger les Khmers à l'âge antique.
Les civilisations représentent des groupes de populations, des peuples, des nations, des anciens royaumes, des confédérations de cités ou des tribus.

### Dirigeants
| Dirigeants                          | Compétence                       | Agenda                    | Attributs                   | Bias de départ             | Débloque             |
| ----------------------------------- | -------------------------------- | ------------------------- | --------------------------- | -------------------------- | -------------------- |
| Ada Lovelace                        | Enchanteresse des nombres        | Machine analytique        |                             |                            | Britanniques         |
| Amina                               | Reine guerrière de Zazzau        | Reine guerrière du désert | Économique Militariste      | Plaines - Désert           | Songhaï Buganda      |
| Ashoka, conquérant du Monde         | Devaraja                         | Sans regret:              | Diplomatique Militariste    | Aucun                      | Chola                |
| Ashoka, renonciateur du monde       | Dhammaraja                       | Sans peine                | Diplomatique Expansionniste | Aucun                      | Chola                |
| Auguste                             | Imperium maius                   | Restitutor Orbis          | Culturel Expansionniste     | Aucun                      | Aucun                |
| Benjamin Franklin                   | Premier Américain                | Vertu civique             | Diplomatique Scientifique   | Aucun                      | Amérique             |
| Catherine II                        | Étoile du nord                   | Dusha                     | Culturel Scientifique       | Toundra                    | Russie               |
| Charlemagne                         | Père de l’Europe                 | Le berger doré            | Militariste Scientifique    | Rivières                   | Normands             |
| Confucius                           | Keju                             | Guanxi                    | Expansionniste Scientifique | Prairies                   | Ming Qing            |
| Frédéric, Ordre oblique             | Académie de Berlin               | Aux armes !               | Militariste Scientifique    | Aucun                      | Prusse               |
| Frédéric, Baroque                   | Der Hohenfriedberger             | Sensibilités parisiennes  | Culturel Militariste        | Aucun                      | Prusse               |
| Gengis Khan                         |                                  |                           |                             |                            | Mongolie             |
| Harriet Tubman                      | Raid de Combahee                 | Véracité                  | Diplomatique Militariste    | Végétation                 | Amérique             |
| Hatshepsout                         | Épouse divine d'Amon             | Merveilles d'Iteru        | Culturel Economique         | Fleuve navigable Désert    | Rien                 |
| Himiko, Reine du Wa                 | Amie de Wei                      | Yamatai                   | Diplomatique Scientifique   | Aucun                      | Japon de l'ère Meiji |
| Himiko, Grande prêtresse            | Miko d'Amaterasu                 | Reine-chamane             | Diplomatique Scientifique   | Aucun                      | Japon de l'ère Meiji |
| Ibn Battuta                         | Les merveilles des voyages       | Vastes horizons           | Joker                       | Plat                       | Abbassides           |
| Isabelle                            | Sept cités d’or                  | Émerveillement            | Économique Expansionniste   | Côte Merveilles naturelles | Espagne              |
| José Rizal                          | Pambansang bayani                | Kapwa                     | Culturel Diplomatique       | Tropical                   | Hawaïens             |
| La Fayette                          | Héros des deux mondes            | Quartiers français        | Culturel Diplomatique       | Côte                       | Empire français      |
| Machiavel                           | Le Prince                        | L'araignée                | Diplomatique Économique     | Aucun                      | Aucun                |
| Napoléon Bonaparte, Révolutionnaire | La Grande Armée                  | Le culte de la conquête   | Culturel Militariste        | Aucun                      | Empire français      |
| Napoléon Bonaparte, Empereur        | Empereur des français            | Code Napoléon             | Diplomatique Economique     | Aucun                      | Empire français      |
| Pachacutec                          | Celui qui fait trembler la terre | Roi de la montagne        | Économique Expansionniste   | Montagneux                 | Incas                |
| Tecumseh                            | Nicaakiyakoolaakwe               | Suzeraineté mondiale      | Diplomatique Économique     | Prairies                   | Chaouanons           |
| Trưng Trắc                          | Hai Bà Trưng                     | Van Minh                  | Militariste Scientifique    | Végétation Tropical        | Majapahit            |
| Xerxès, Roi des rois                | Répresseur de rébellions         | Seigneur du feu           | Économique Militariste      | Désert                     | Aucun                |
| Xerxès, l'Achéménide                | Route de la soie                 | Seigneur de la monnaie    | Culturel Économique         | Désert                     | Aucun                |

### Civilisations
| Civilisations | Compétence                       | Attributs                   | Dogmes exclusifs                                                                          | Unité militaire exclusive | Unité civile exclusive | Infrastructure exclusif            | Merveille                   | Capitale      |
| ------------- | -------------------------------- | --------------------------- | ----------------------------------------------------------------------------------------- | ------------------------- | ---------------------- | ---------------------------------- | --------------------------- | ------------- |
| Aksoum        | Royaume des richesses naturelles | Culturel Économique         | - Périple de la mer Érythrée - Monumentum Adulitanum - Livre des Himyarites               | Boutre                    | Tankwa                 | Hawelt                             | Grande Stèle                | Aksoum        |
| Assyrien      |                                  |                             |                                                                                           |                           |                        |                                    |                             |               |
| Carthage      | Héritage phénicien               |                             | Hangars à bateaux Sagesse de Tanit Guerres siciliennes                                    | Cavalerie numide          | Colon carthaginois     | Cothon Port punique Atelier naval  | Byrsa                       | Carthage      |
| Egypte        | Dons d'Osiris                    | Culturel Économique         | - Arrivée de Hâpy - Balance d'Anubis - Lumière d'Amon-Rê                                  | Medjaÿ                    | Tjaty                  | Nécropole Mastaba Temple funéraire | Pyramides                   | Waset         |
| Grèce         | Dēmokratía                       | Culturel Diplomatique       | Ecclésia Agogé Symmachie                                                                  | Hoplite                   | Logios                 | Acropole Parthénon Odéon           | Oracle                      | Athênai       |
| Han           | Neuf provinces                   | Diplomatique Scientifique   | Zhi Li Yi Junzi                                                                           | Chu ko nu                 | Shì Dàfū               | Han Grande Muraille                | Palais de Weiyang           | Cháng'ān      |
| Khmers        | Ksekam Chamnon                   | Expansionniste Scientifique | Mousson Amnach Chakravartin                                                               | Yutha hathi               | Vaishya                | Baray                              | Angkor Vat                  | Yasodharapura |
| Maurya        | Dhamma lipi                      | Militariste Scientifique    | Ācārya Vyuham Ayurveda Mantriparishad                                                     | Purabhettarah             | Nagarika               | Matha Dharamshala Vihara           | Stupa de Sanchi             | Pataliputra   |
| Mayas         | Cieux d'Itzamna                  | Diplomatique Scientifique   | Pluies de Chaac Seigneurs de Xibalba Compte long                                          | Hul-che                   | Guerriers jaguars      | Uwaybil K'uh Jalaw K'uh Nah        | Mundo Perdido               | Bàakʼ         |
| Mississipiens | Sociétés de l'oie                | Économique Expansionniste   | Terrassement Cah-nah-ha Waahih                                                            | Flèche ardente            | Watonathi              | Potkop                             | Monk's Mound                | Cahokia       |
| Perse         | Conseil d'Hamarana               | Économique Militariste      | Spada Satrapies Empire achéménide                                                         | Immortel                  | Hazarapatis            | Pairidaēza                         | Porte de toutes les nations | Pārsa         |
| Rome          | Loi des Douze Tables             | Culturel Militariste        | Exercitus Romanus Civis romanus sum Légat d'Auguste propréteur Senatus populusque Romanus | Légat                     | Légion                 | Forum Temple de JupiterBasilique   | Colisée                     | Rome          |

### Liste des civilisations de l'âge de l'exploration
| Civilisations | Compétence             | Attributs                  | Dogmes exclusifs                                         | Unité militaire exclusive     | Unité civile exclusive | Infrastructure exclusif                     | Merveille                | Capitale               |
| ------------- | ---------------------- | -------------------------- | -------------------------------------------------------- | ----------------------------- | ---------------------- | ------------------------------------------- | ------------------------ | ---------------------- |
| Abbassides    | Médine                 | Culturel Scientifique      | Ville circulaire Mawâli Al-Jabr                          | Mamelouk                      | ālim                   | Assemblée des oulémas Médersa Mosquée       | Maison de la sagesse     | Baghdad                |
| Bulgares      | Dynastie de Krum       | Éxpansioniste Militariste  | Tsarstvie Ecole de Tarnovo Sept tribus                   | Bolyar                        | Tarkhan                | Forteresse cachée                           | Monastère de Rila        | Preslav                |
| Chaouanons    | Nepekifaki             | Économique Diplomatique    | Wyehi Simekofi Miyaska Latoweki Telwatiki Maleki Kintake | Kispoko nena'to               | Hoceepkileni           | Mawaskawe skote                             | Tumulus du Grand serpent | Cilakofa               |
| Cholas        | Samayam                | Économique Diplomatique    | Nagaram Kanakam Digvijaya Alizés                         | Kalam                         | Ottru                  | Cinq Cents Seigneurs Manigramam Anjuvannam  | Temple de Brihadīśvara   | Gangaikonda Cholapuram |
| Espagne       | Siglo de Oro           | Expansionniste Militariste | Conseil des Indes Armada Richesses du Nouveau Monde      | Tercio                        | Conquistador           | Plaza Casa ConsistorialCasa de Contratación | Escurial                 | Madrid                 |
| Hawaïens      | Moananuiākea           | Culturel Expansionniste    | Mana Ohana Heʻe nalu                                     | Leiomano                      | Kahuna                 | Lo’i kalo                                   | Hale o Keawe             | Lā-hainā               |
| Incas         | Apus                   | Économique Expansionniste  | Mit'a Ayllus Qhapaq Ñan                                  | Huaraca                       | Chasqui                | Culture en terrasses                        | Machu Picchu             | Qusqu                  |
| Majapahit     | Negara                 | Culturel Économique        | Wayang Aliran kepercayaanNusantara Gamelan               | Cetbang                       | Pedanda                | Pura Candi bentar Meru                      | Temple de Borobudur      | Wilwakikta             |
| Ming          | Encyclopédie de Yongle | Économique Scientifique    | Neuf garnisons Lijia Da Ming Lu                          | Xun lei chong                 | Mandarin               | La Grande Muraille des Ming                 | Cité interdite           | Yingtian               |
| Mongolie      | Bökh                   | Expansionniste Militariste | Ulus Quatre chiens Yassa                                 | Keshik                        | Noyan                  | Ortöö                                       | Erdene Zuu               | Qaraqorum              |
| Normands      | Normannitas            | Diplomatique Militariste   | Consuetudines et Justicie Droit commun Domesday Book     | Chevalier normand             | Sokeman                | Donjon Motte castraleBayle                  | Tour Blanche             | Rouen                  |
| Songhaï       | Tarikh es-Soudan       | Économique Militariste     | Navires du désert Hi-koï Kanta                           | Infanterie aux bracelets d’or | Tajiro                 | Caravansérail                               | Tombeau des Askia        | Gao                    |

### Civilisations de l'âge moderne
| Civilisations                  | Compétence                   | Attributs                 | Dogmes exclusifs                                                                                      | Unité militaire exclusive         | Unité civile exclusive | Infrastructure exclusif                    | Merveille                        | Capitale          |
| ------------------------------ | ---------------------------- | ------------------------- | --- | --------------------------------- | ---------------------- | ------------------------------------------ | -------------------------------- | ----------------- |
| Amérique                       | Élargissement des frontières | Économique Expansionniste | Ingéniosité yankee Capitaines d’industrie Production en temps de guerre                               | Marine                            | Prospecteur            | Parc industriel Aciérie Gare de triage     | Statue de la Liberté             | Washington D.C.   |
| Buganda                        | Raid fluvial                 | Culturel Expansionniste   | Nalubaale Blutabaalo Nyanza                                                                           | Abambowa                          | Mwami                  | Lac du Kabaka                              | Muzibu Azaala Mpanga             | Kampala           |
| Empire français                | Liberté, Égalité, Fraternité | Diplomatique Militariste  | Belle Époque Voie triomphale Grande Armée Code civil des Français                                     | Garde impériale                   | Jacobin                | Avenue Jardin à la française Salon         | Tour Eiffel                      | Paris             |
| Empire japonais de l'ère Meiji | Goisshin                     | Militariste Scientifique  | Bunmei-kaika Charte du serment Conseil suprême de guerre Kantai kessen                                | Mikasa Zero                       | Aucun                  | Zaibatsu Ginkō Jukogyo                     | Dōgo onsen                       | Tokyo             |
| Grande-Bretagne                | Atelier du monde             |                           | Pax Britannica Société des antiquaires Compagnies à charte Splendide isolement                        | Revenge                           | Antiquaire             | Centre financier Bourse royale Manufacture | Centrale de Battersea            | Londres           |
| Mexique                        | Revolución                   | Culturel Diplomatique     | Plans politiques du Mexique Plan d’Iguala Plan d’Ayutla Plan de Tuxtepec                              | Soldaderas                        | Revolucionario         | Zócalo Cathédrale Portal de Mercaderes     | Palais des beaux-arts de Mexico  | Mexico            |
| Moghol                         | Paradis des nations          |                           | Zabt Jagir Mansabdar Jardin du paradis                                                                | Cipaye                            | Zamindar               | Puits à degrés                             | Fort rouge                       | Delhi             |
| Népal                          | Toit du monde                |                           | Sagarmatha Jyumdo Bagha Singha Durbar Gorkhapatra                                                     | Sherpa                            | Gurkha                 | Centrale électrique de montagne            | Boudhanath                       | Katmandu          |
| Prusse                         | Sang et fer                  | Militariste Diplomatique  | Ruhr Zollverein Dépêche d'Ems Bewegungskrieg                                                          | Hussard Stuka                     | Aucun                  | Staatseisenbahn                            | Porte de Brandebourg             | Berlin            |
| Qing                           | Kang Qian Sheng Shi          | Économique Expansionniste | Dix grandes campagnes Exemptions douanières Réforme des impôts de Kangxi Stabilisation des frontières | Gūsa                              | Hangshang              | Huiguan ShiguanQianzhuang                  | Résidence de montagne de Chengde | Beijing           |
| Russie                         | Prosveshchenie               | Culturel Scientifique     | Servage Table des rangsSamoderzhaviye                                                                 | Cosaque Lance-roquettes Katioucha | Aucun                  | Mir                                        | Ermitage                         | Saint Petersbourg |
| Siam                           | Itsaraphab                   | Culturel Diplomatique     | Neuf gemmes Mandala Sriwilai                                                                          | Chang beun                        | Ouparath               | Bang                                       | Doi Suthep                       | Krung Thep        |